# 罗莫尼奥
罗莫尼奥，是匈牙利巴兰尼亚州所辖的一个村。总面积7.07平方公里，总人口466，人口密度65.9人/平方公里（2011年1月1日）。